# Днепровская (станица)
Днепро́вская — станица в Тимашёвском районе Краснодарского края России.
Административный центр Днепровского сельского поселения.

## География
Станица находится в степной зоне, на небольшом левом притоке реки Кирпили, на расстоянии 7 км к западу от города Тимашёвск, административного центра района.

## История
Хутор Роговский основан в 1879 году. В 1913 году преобразован в станицу Днепровская.

## Население
| 2002 | 2010  | 2021  |
| ---- | ----- | ----- |
| 3195 | ↘3165 | ↘3103 |

## Улицы
| - ул. Восточная, - ул. Выгонная, - ул. Заречная, - ул. Калинина, - ул. Кирова, - ул. Красная, - ул. Крупской, | - ул. Кузнечная, - ул. Ленина, - ул. Набережная, - ул. Октябрьская, - ул. Первомайская, - ул. Пролетарская, - ул. Пушкина, | - ул. Ростовская, - ул. Северная, - ул. Советская, - ул. Степанова, - ул. Суворова, - ул. Трудовая, - ул. Чапаева. |

## Известные уроженцы
- Азбиевич, Иван Алексеевич (1915—1964) — советский военный лётчик-испытатель, полковник.

## Памятные места
Могила Епистинии Фёдоровны Степановой — матери девяти сыновей, погибших в войнах Красной Армии. На обелиске у огня Вечной Славы среди имён погибших односельчан — имена девяти её сыновей.